# Erdei rabló
Az erdei rabló (Sympecma fusca) a rabló szitakötők családjába tartozó, Közép-Európától Közép-Ázsiáig előforduló szitakötőfaj. Magyarországon az egyetlen szitakötő, amely imágó formában telel át.

## Elterjedése
Dél-és Közép-Európában, valamint keleten egészen Közép-Ázsiáig megtalálható szitakötőfaj. Az utóbbi években észak felé terjeszkedik. Magyarországon gyakori és az egész országban előfordulhat.

## Megjelenése
Az erdei rabló testhossza átlagosan 36,5 mm (ebből a potroh 28,5 mm), hátsó szárnyának hossza 20–22 mm. A hímek és nőstények között testméretben nincs különbség, de a nőstények szárnya és feje valamivel nagyobb. Testalkata karcsú, torának és potrohának alapszíne halványbarna-krémszínű. A potroh 3-6. szelvényének felső részén nagy, bronzos sötétbarna torpedó formájú foltok láthatóak, míg a potroh felső része sötétbarnán és gesztenyebarnán hosszában csíkozott. Szemei barnák, bár az ivarérett hímek szemének legfelső része kikékül. Szárnyjegyei világosbarnák. Pihenéskor az összezárt szárnyakon az elülső és hátsó szárnyjegyek félig átfedik egymást. Általában barna ágakon, növényszárakon pihen meg és nehéz észrevenni.
Nagyon hasonlít hozzá a szibériai rabló (Sympecma paedisca), amelytől csak tormintázata alapján lehet elkülöníteni és Nyugat-Európától Japánig előfordul, de az Szlovákiától délebbre nem él.

## Életmódja
Lárvája a növényzettel dúsan benőtt, eutrofizálódó állóvizek sekély (maximum 1 méter de általában 20 cm körül) részein található meg. A lárva igen gyors fejlődésű, a nyár során mintegy két hónap alatt átalakul imágóvá. Az imágó a víztől távol, erdős, bokros helyeken vadászik és fakéreg vagy száraz növények alá húzódva áttelel. Ő az egyetlen nálunk honos szitakötő, amely képes erre. Napsütéses, enyhe téli napokon elő is bújik. Tavasszal korán, áprilisban-májusban párzanak, majd a nőstény a vízfelszínen lebegő növénydarabok védelmébe helyezi le megtermékenyített petéit.
Magyarországon nem védett.

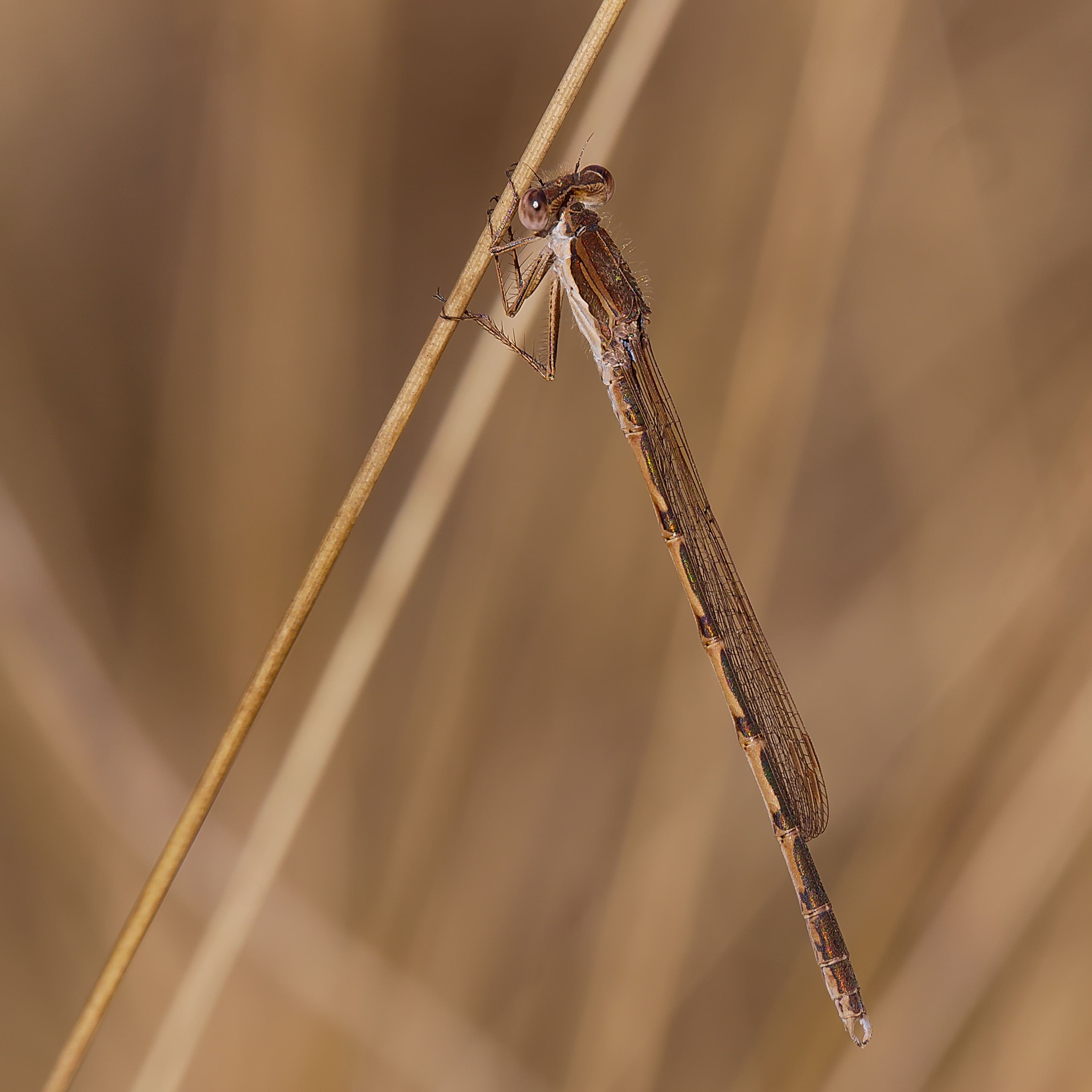
Hím
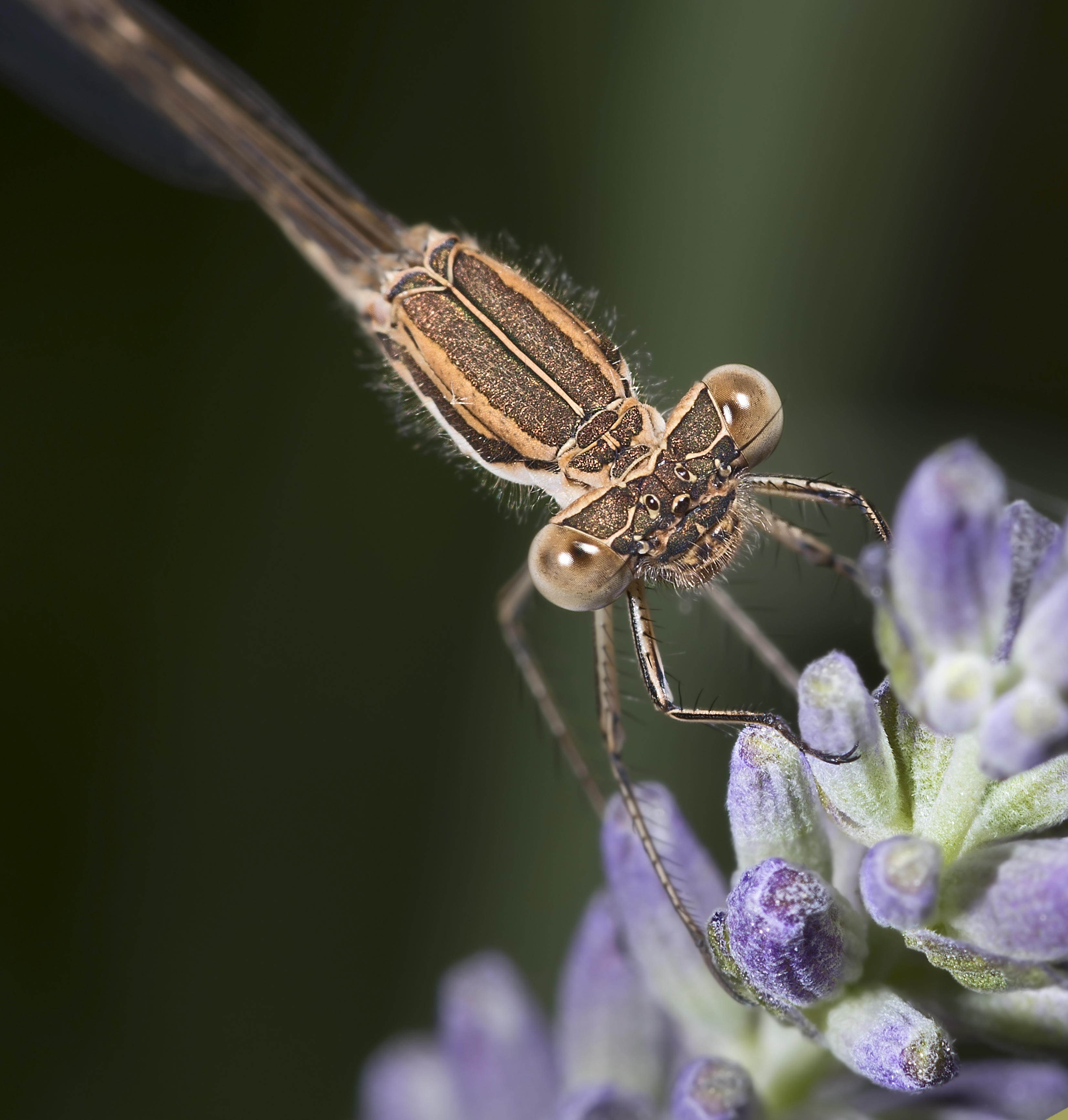
Hím közelről
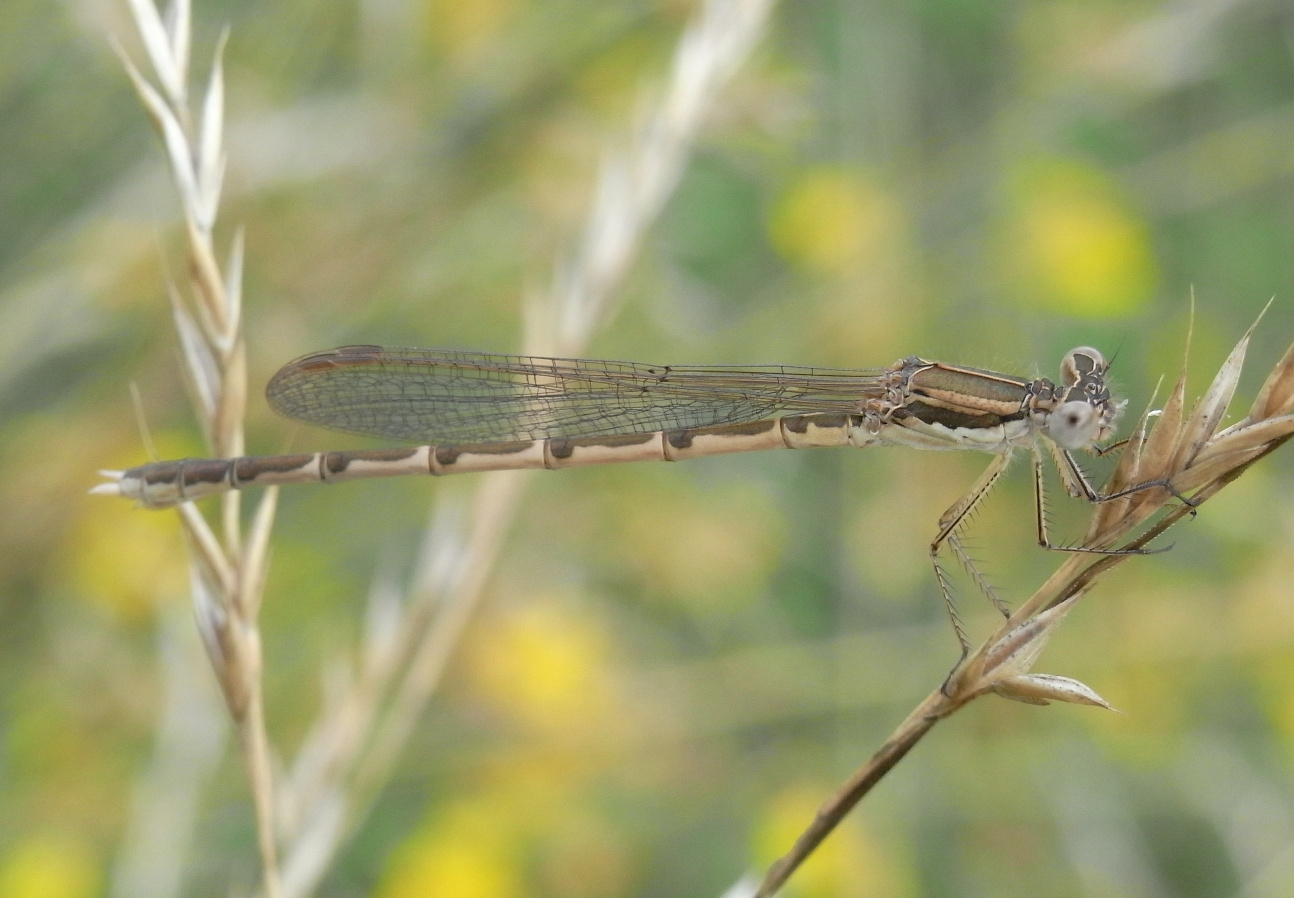
Nőstény
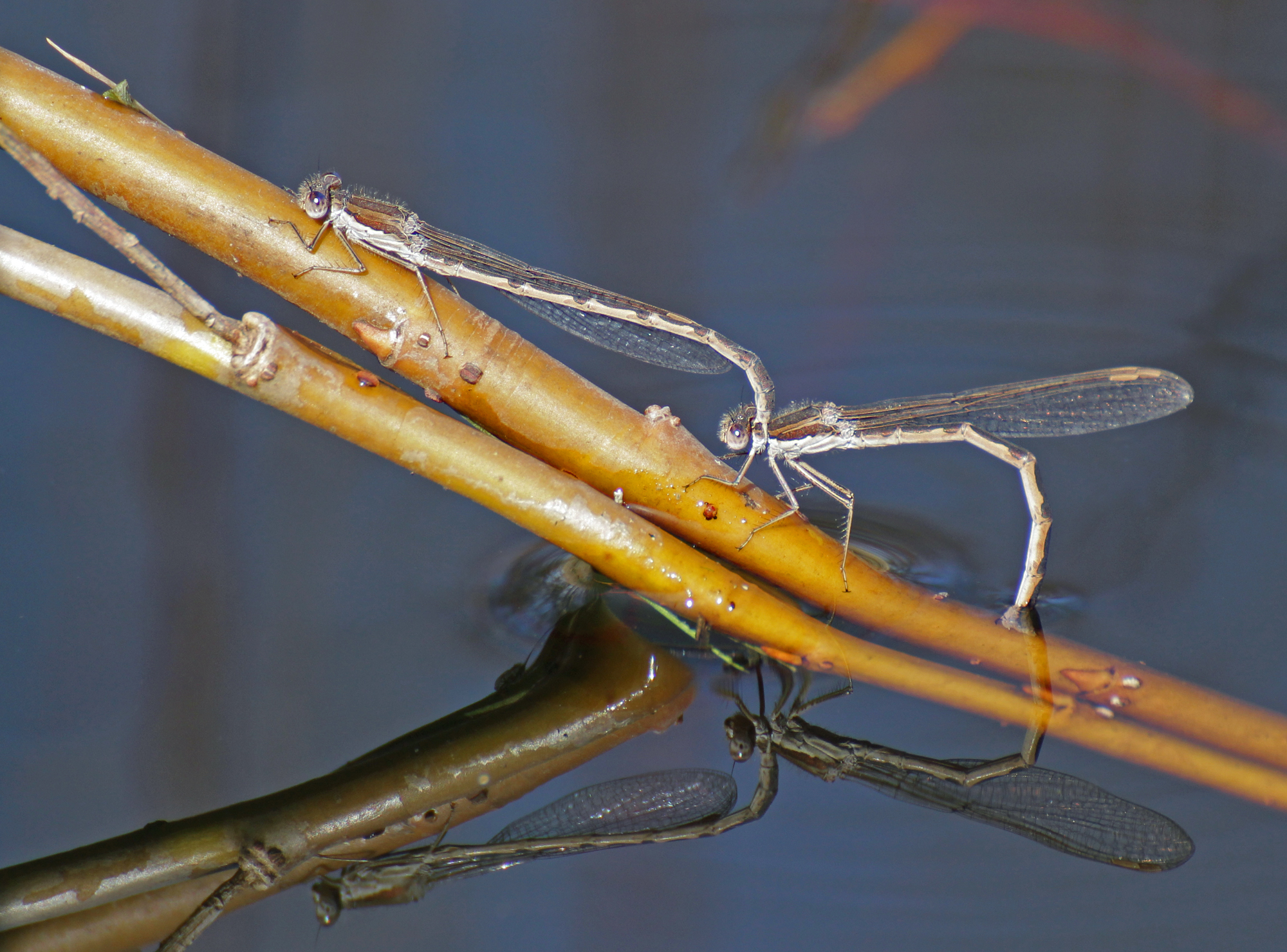
Peterakó páros